# Theodor Hürth
Theodor Hürth (* 18. Mai 1877 in Aachen; † 27. September 1944 in Köln) war katholischer Geistlicher und als langjähriger Generalpräses des Katholischen Gesellenvereins und späteren Internationalen Kolpingwerkes dritter Nachfolger des Seligen Adolph Kolping.

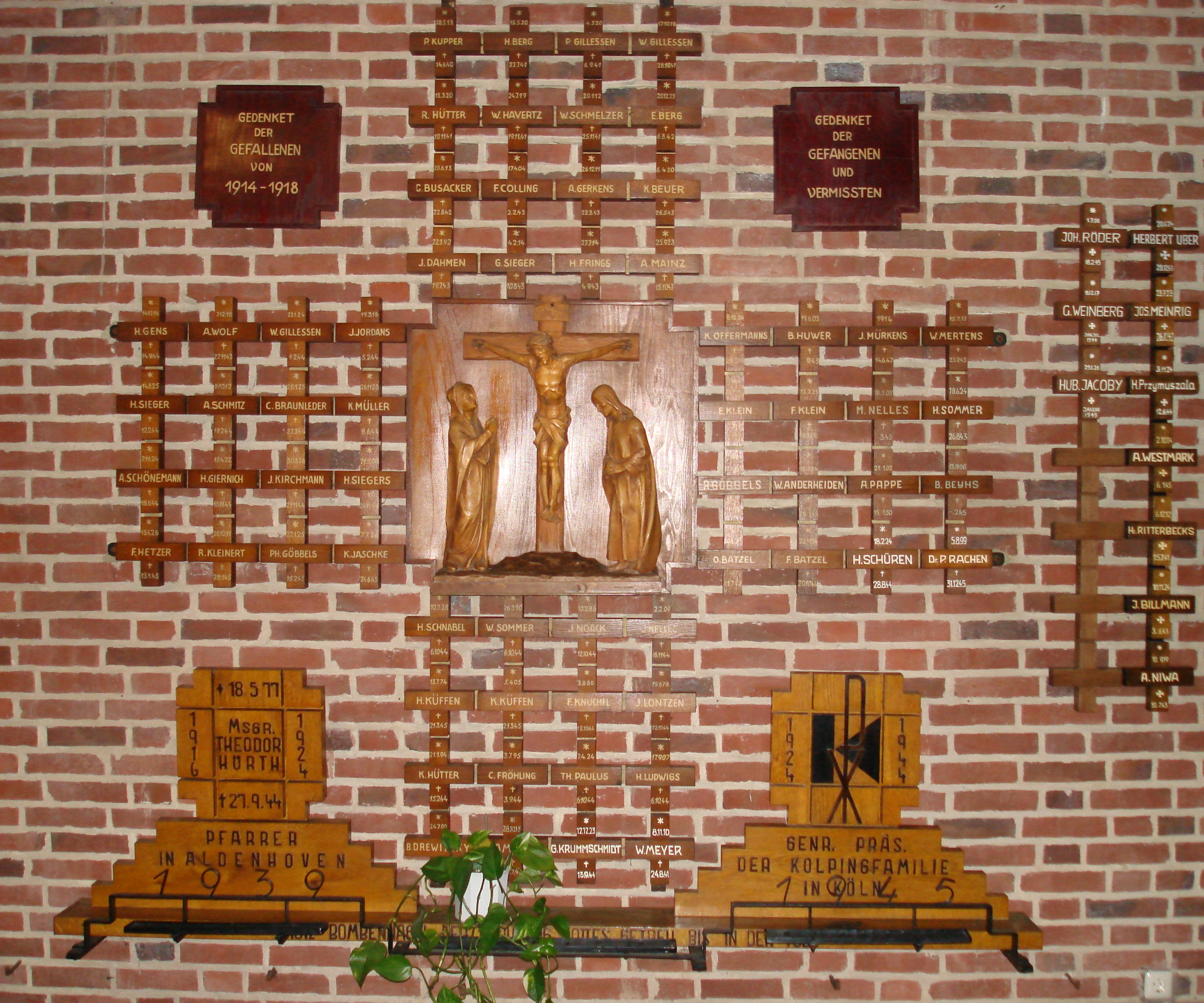
Ehrenmal in der Krypta der St.-Martinus-Kirche in Aldenhoven – zwei Holzkreuze erinnern an den ehemaligen Aldenhovener Pfarrer Theodor Hürth
„Trotz Bombenhagel der Berufung Gottes getreu bis in den Tod“

## Biographie
Theodor Hürth wurde als Sohn des Architekten Hermann Joseph Hürth und seiner Frau Wilhelmine (geb. Fleischhauer) in Aachen geboren. Sein jüngerer Bruder war Franz Hürth, der spätere Jesuit und Moraltheologe. Theodor Hürth studierte Katholische Theologie an der Universität Bonn und empfing am 31. März 1900 zusammen mit 76 anderen Diakonen im Kölner Dom durch Erzbischof Hubertus Theophil Simar die Priesterweihe. Von 1900 bis 1902 war er Kaplan an St. Andreas und an St. Kunibert in Köln. Danach wurde er zum Lokalpräses des Katholischen Gesellenvereins Köln-Zentral bestellt. Von 1914 bis 1916 übernahm er die Seelsorge für die Kriegslazarette in Köln. Am 7. Januar 1916 ernannte ihn Felix Kardinal von Hartmann zum Pfarrer von St. Martin in Aldenhoven bei Jülich. Nach dem Tod von Franz Hubert Maria Schweitzer wählte die Generalversammlung der Katholischen Gesellenvereine Hürth am 21. Oktober 1924 zum neuen Generalpräses. Kurz vor seinem zwanzigjährigen Jubiläum in diesem Amt kam er am 27. September 1944 bei einem alliierten Bombenangriff auf Köln ums Leben, als er vom Keller seiner Wohnung zum Schutzraum des Kölner Gesellenhauses eilen wollte, um den dortigen Menschen geistlichen Beistand zu leisten. Die Exequien zu seinem Begräbnis hielt am 2. Oktober 1944 der Kölner Erzbischof Joseph Kardinal Frings.

## Wirken
In Hürths Amtszeit fielen die wesentlichen Phasen der Erneuerung und Erholung des Katholischen Gesellenvereins nach dem Ersten Weltkrieg, in dem von den 86.000 Mitgliedern rund 60.000 zum Frontdienst eingezogen worden waren. Etwa 17.000 dieser durchwegs jungen Männer und damit circa 20 Prozent aller Mitglieder verloren im Kriegseinsatz ihr Leben. Außerdem galt es, sich als Verband positiv mit der neuen Staatsform der Demokratie auseinanderzusetzen. Zu einem Meilenstein in diesem Bemühen wurde 1927 unter dem Thema „Familie, Demokratie und Völkerfriede“ der 2. Internationale Gesellentag in Wien. In nur sieben Jahren konnte der Katholische Gesellenverein bis 1929 weltweit nahezu 44.000 Mitglieder hinzugewinnen.
Hürths Amtszeit erlebte aber auch die Auseinandersetzungen mit dem Nationalsozialismus, die im Juni 1933 mit der gewaltsamen Zerschlagung des 1. Deutschen Gesellentages in München durch die SA einen ersten Höhepunkt erfuhr. In diesem Zusammenhang war es offenbar Hürth selbst, der die so genannte Kolpinglegende aufbrachte, nach der Adolf Kolping im Jahr 1849 gegen Karl Marx und dessen Ideologie den Katholischen Gesellenverein gegründet habe. Ab dem Herbst 1933 blieb durch Hürths vorsichtige Führung dem Katholischen Gesellenverein das Schicksal vieler anderer katholischer Verbände erspart, die vom nationalsozialistischen Regime mittlerweile verboten worden waren. Der Gesellenverein wurde umbenannt in „Deutsche Kolpingsfamilie“ und musste seine Tätigkeit in den kommenden Jahren mehr und mehr auf den religiösen und geselligen Bereich beschränken.
Theodor Hürth selbst stand unter Überwachung durch die Gestapo und wurde mehrfach wegen angeblicher „Hetzreden“ angezeigt, wobei jedoch die Ermittlungen nie zu einem Verfahren führten.

## Auszeichnungen
Am 11. Oktober 1926 wurde Theodor Hürth wegen seiner Verdienste von Papst Pius XI. zum Päpstlichen Geheimkämmerer ernannt.
Nach Theodor Hürth wurden Straßen in unter anderem folgenden Städten benannt:
Aldenhoven (Kreis Düren), Bielefeld, Dortmund, Iserlohn, Köln-Deutz, Menden (Sauerland), Meschede, Salzkotten, Schrobenhausen (Landkreis Neuburg-Schrobenhausen), Düsseldorf-Vennhausen und Hamburg-Langenhorn.
Darüber hinaus gibt es „Theodor-Hürth-Häuser“ in Bielefeld, Düsseldorf-Vennhausen und Köln-Deutz.

## Schriften (Auswahl)
- Gottes Ehr: Ein Gebetbuch im Geiste der Liturgie für die Mitglieder des katholischen Gesellenvereins von Johannes Dahl. (Geleitwort: Theodor Hürth). J. Bercker, Kevelaer 1925.
- Werkstatt des Lebens. Gesellenvereinsverlag, 2. Auflage 1934.
- Gottes Lebenswerkstatt. Kolping-Verlag, 4. Auflage Köln 1936.
- Männer vor Gott. Herder-Verlag, Freiburg 1941.